# مائوریتسیو پولینی
مائوریتسیو پولینی (ایتالیایی: Maurizio Pollini؛ زادهٔ ۵ ژانویهٔ ۱۹۴۲ – درگذشته ۲۳ مارس ۲۰۲۴) پیانونواز و رهبر ارکستر اهل ایتالیا بود که بیشتر به خاطر تفسیرهایش از آثار باخ، بتهوون، شوبرت، شومان، برامس، و نیز آثار آهنگسازان موسیقی مدرن شناخته می‌شود.
پولینی در جوانی به دلیل وفاداری زیادش به نت‌های موسیقی، عموماً مورد خطاب منتقدان بود. سویاتوسلاو ریختر اجراهای پولینی از شوپن را سرد، بی‌روح و فلزی می‌دانست.
او در حالی نفر اول رقابت بین‌المللی نوازندگی پیانو شوپن سال ۱۹۶۰ شد که فقط ۱۸ سال داشت. آرتور روبینشتاین که در آن سال جزو داوران رقابت بود گفت: «فاصلهٔ او با نفرات دوم و سوم بسیار زیاد بود، او از تمام هیئت داوران نیز بهتر می‌نوازد.»

## جوایز
مائوریتسیو پولینی برندهٔ جوایزی همچون پرمیوم ایمپریاله و رقابت بین‌المللی نوازندگی پیانو شوپن شده است.